# Yōbun Kaneko
Yōbun Kaneko (金子 洋文) nom véritable Kaneko Yoshitarō (金子 吉太郎); 8 avril 1893 à Akita dans la préfecture homonyme - 21 mars 1985, est un écrivain japonais, membre du Parti socialiste japonais.

## Biographie
Yōbun Kaneko édite en 1921 la revue littéraire socialiste Tanemakuhito. Il se fait connaître avec le roman Jigoku (地獄, "L'enfer"), dans lequel il plaide pour l'émancipation, et sa collection de pièces Nakesuteru yubiwa. En 1924, il édite le premier numéro de la revue Bungei Sensen (文藝戦線), successeur du Tanemakuhito.
Après la guerre, il travaille en 1947 en tant que membre du Parti socialiste au Sangiin. Plus tard, il écrit des pièces de théâtre sur commande et fait partie du comité technique kabuki de la compagnie de film Shōchiku. Il est également co-rédacteur en chef du  Geki to hyōron (劇と評論).

## Ouvrages
- 1922 Ikeru Mushanokōji Saneatsu (生ける武者小路実篤)
- 1923 Chō to hana to taiwa (蝶と花との対話)
- 1923 Jigoku (地獄)
- 1923 Nakesuteru yubiwa (投げ棄てられた指輪)
- 1925 Chokorēto heitai-san (チョコレート兵隊さん)
- 1927 Rihatsushi (理髪師)
- 1928 Jūka (銃火 )
- 1929 Tobu uta (飛ぶ唄)
- 1930 Uogashi (魚河岸)
- 1930 Nihon puroretaria  (日本プロレタリア傑作選集)
- 1930 Buraku to kinkaikin (部落と金解禁)
- 1941 Kitsune (狐)
- 1941 Chichi to ko (父と子)
- 1942 Hataraku nikki (はたらく日記)
- 1943 Kiku akari (菊あかり)
- 1950 Shiroi mibōjin (白い未亡人)
- 1984 Tanemaku hitojite (種蒔く人伝)

## Source de la traduction
- (de) Cet article est partiellement ou en totalité issu de l’article de Wikipédia en allemand intitulé « Kaneko Yōbun » (voir la liste des auteurs).
- Notices d'autorité :   - VIAF
  - ISNI
  - IdRef
  - LCCN
  - GND
  - Japon
  - CiNii
  - Pays-Bas
  - WorldCat